# (16181) 2000 AC137
A (16181) 2000 AC137 a Naprendszer kisbolygóövében található aszteroida. A LINEAR projekt keretében fedezték fel 2000. január 4-én.